# Stalewo
Stalewo (niem. Stall) – wieś w Polsce położona w województwie warmińsko-mazurskim, w powiecie elbląskim, w gminie Markusy, na obszarze Żuław Elbląskich.
Wieś królewska położona była w II połowie XVI wieku w województwie malborskim.  W latach 1975–1998 miejscowość administracyjnie należała do województwa elbląskiego.
We wsi znajduje się jeden z najciekawszych domów podcieniowych na Żuławach, powstały w 1751 dla Georga Pöcka. Dawniej istniał tu kościół ewangelicki z wolno stojącą dzwonnicą z 2 połowy XVII wieku, przebudowany w konstrukcji ryglowej w l. 1707-1708, z ryglową wieżą, został rozebrany po II wojnie światowej.